# 上海夏季音乐节
上海夏季音乐节（Music in the Summer Air, MISA）是中国首个每年夏天定期举办的大型古典音乐节。

## 历史

### 2010年
上海夏季音乐节由上海交响乐团于2010年创办，首届音乐节由上海交响乐团与上海市教育委员会联合主办。上海交响乐团音乐总监余隆、英国皇家爱乐乐团音乐总监和费城交响乐团的首席指挥的夏尔·迪图瓦担任联合总监。首届音乐节于8月12日至8月22日在汾阳路、淮海中路口搭建的巨型篷房中举行。
余隆自2009年1月上任之后，企圖通过更通俗易懂的曲目、更轻松的表演场地和形式、更亲民的票价来吸引更多的听众，丰富市民文化生活，因此于2010年创办了上海夏季音乐节。
首届上海夏季音乐节，搭建了中国大陸首个专供古典音乐演奏的篷房音乐厅。篷房音乐厅宽30米，有4层楼高，可容纳1000名听众。为了保证演奏员在舞台上有一个舒适的演奏温度。篷房音乐厅的舞台采用了从地下向上出风的设计，舞台上总共布置了100个出风口，在室外高温和室内舞台灯光的热力影响下，舞台的温度保持在攝氏26度。考虑到上海夏季的气候因素，篷房音乐厅能抵抗8级風力。其隔音效果、舞台大小、照明均趋于正规音乐厅的效果。
首届上海夏季音乐节共举办音乐会13场。驻节乐团有上海交响乐团、英国皇家爱乐乐团，上海交响乐团担任开幕式和闭幕式演出，分别由余隆和夏尔·迪图瓦指挥，並邀请杨洁、丁毅共同在上海首演马勒《大地之歌》；英国皇家爱乐乐团共演出3场，与唐俊乔合作的郭文景竹笛协奏曲《愁空山》，成为音乐节一大创举。在室内乐方面，有上海四重奏、中国三重奏专场音乐会，声乐方面，有沈洋、曹秀美独唱音乐会。钢琴方面，有李云迪的肖邦作品专场；基里尔·格尔斯坦演绎柴可夫斯基的鋼琴协奏曲。中国爱乐乐团、林大叶、夏小汤、张亮、香特尔·朱丽叶、李坚、宋晓晨、魏松、廖昌永、徐晓英受邀演出。为了营造夏季音乐节的轻松气氛，演奏员摒弃传统的大礼服轻装上阵，观众被允许携带饮料入场，音乐节为观众提供了十分亲民的票价。
首届夏季音乐节还为观众提供丰富的教育项目，由濮存昕、余秋雨、华雨舟主讲的“名人讲堂”，上海四重奏、曹秀美、基里尔·格尔斯坦举办的音乐大师班活动、英国皇家爱乐乐团和中国爱乐乐团的开放式排练以及“乐工房：敲敲打打”系列活动。首届音乐节观众达到20000人次。
在上海市教委共同主办下，首届夏季音乐节期间还举办了2010上海学生音乐夏令营，总共1000名学生音乐爱好者参加了夏令营活动。音乐节期间还组建了上海学生乐团，这支代表沪上最高水平的学生乐团在首届上海夏季音乐节进行了首演。

### 2011年
2011上海夏季音乐节将在2011年7月31日至8月13日于上海文化广场和上海东方艺术中心（8月8日）举行。音乐节由上海交响乐团音乐总监余隆、英国皇家爱乐乐团音乐总监和美国费城交响乐团的首席指挥的夏尔·迪图瓦担任联合总监。
2011上海夏季音乐节不仅提供传统的古典音乐曲目，而且还囊括爵士和现代音乐，节目编排相当多元化。音乐节的亮点不胜枚举，包括古尔达《大提琴协奏曲》、皮亚佐拉《布宜诺斯艾利斯的四季》等多部国内首演曲目，后者将由余隆、徐惟聆夫妇同台演绎；浪漫派钢琴大师波格莱里奇首次访华演出；巴伦博伊姆带领西东合集管弦乐团的“节中节”——贝多芬节庆系列；罕见的由王健和杨雪霏两强联手的大提琴和吉他小品；李云迪将与迪图瓦执棒的英国皇家爱乐乐团合作李斯特《第一钢琴协奏曲》；柏辽兹的声乐套曲《夏夜》将由“中国飞来的夜莺”黄英演唱；上海交响乐团挑战“跨界”，与来自阿姆斯特丹的爵士音乐大师合作爵士乐专场；中国最知名女高音歌唱家宋祖英将重磅加盟音乐节演出。本次音乐节邀请著名音乐家还包括秦立巍、肯桑三重奏、廖昌永、林大叶、澳门青年交响乐团、上海学生乐团、中央音乐学院音乐教育系合唱团、上海市洋泾中学男生合唱团等。
除了音乐会之外，本届音乐节将大大加强音乐节的互动性，推出一系列的内场教育活动。“梦想舞台”系列活动中，“小小演奏家”将公开征集15岁以下琴童，登台演奏西洋弦乐器或木管乐器，上海夏季音乐节将提供给琴童一个舞台，让他们在这个夏日用音乐展现自己的风采，参加演出的琴童还将获得音乐节的门票。除此之外，“梦想舞台”活动还包括丰富的纪录片观摩试听会、音乐会前讲座等等。
2011年夏季音乐节由上海交响乐团、上海市教育委员会、中共上海市黄浦区委员会、上海东方传媒集团有限公司（SMG）共同主办。

### 2021年
2021年6月8日，上海交响乐团和上海市教育委员会两家创办单位，联合上海市黄浦区人民政府、上海市徐汇区人民政府、上海广播电视台、上海文化广播影视集团有限公司等主办单位，在上海人民广播电台经典947频道通过直播，共同发布了“2021上海夏季音乐节”。同年7月11日，上海民族乐团带来的《栀子花开了》拉开了本届夏季音乐节黄浦系列演出的序幕。